# Campo de Tupi

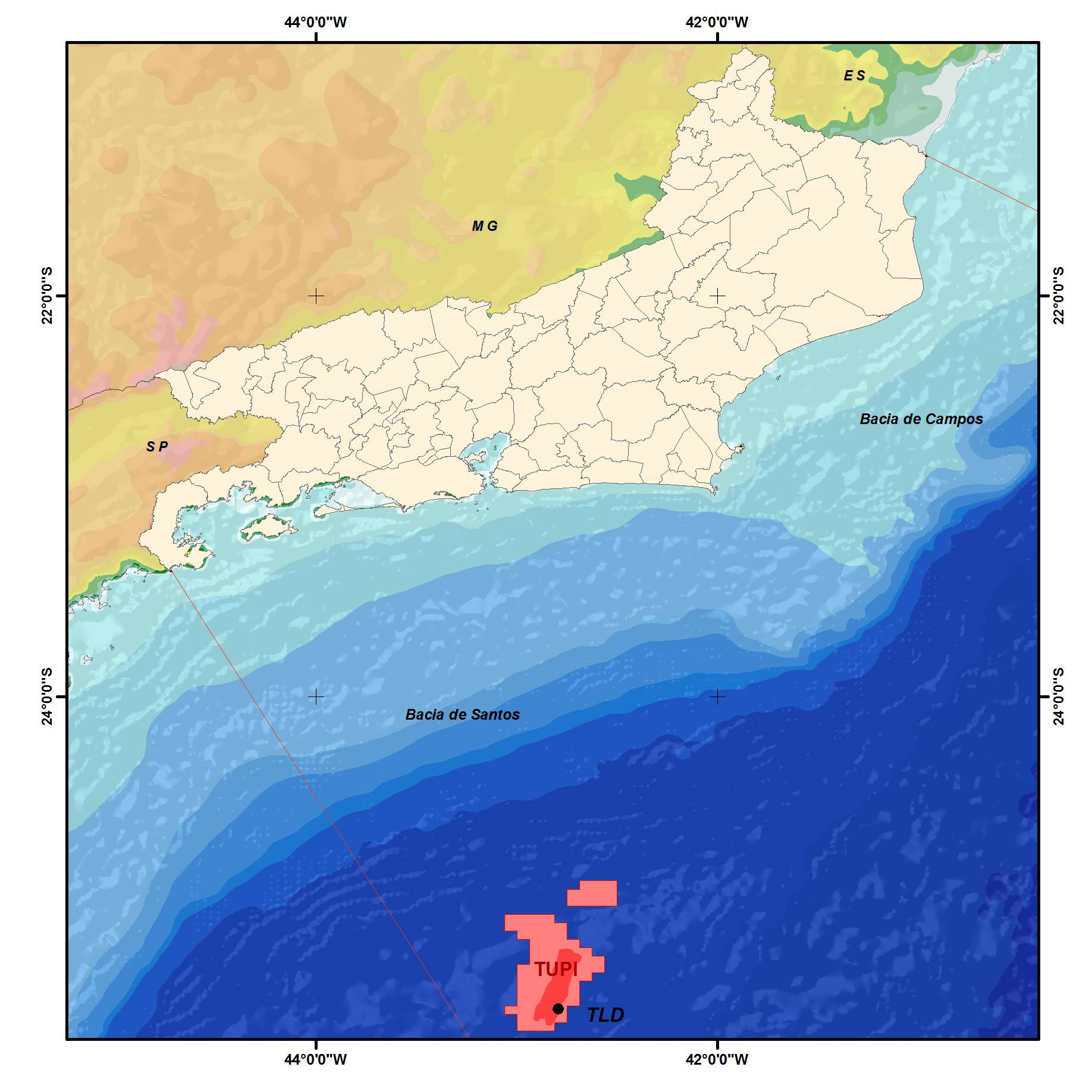
Localização de Tupi

O campo de Tupi, cujo nome foi alterado, em setembro de 2020, de campo de Lula (por questões judiciais), é um campo petrolífero localizado na Bacia de Santos, no litoral do estado do Rio de Janeiro.

## Visão geral
Descoberto em 2006, o campo de Tupi é o primeiro campo supergigante do Brasil, denominação dada a campos com mais de cinco bilhões de barris equivalente de volume recuperável ("boe" – unidade de volume, soma de petróleo e gás equivalente em petróleo). O campo pertence ao consórcio formado pelas empresas Petrobras, que é a operadora do campo, com 65% de participação, a britânica BG Group, adquirida pela holandesa-britânica Royal Dutch Shell, com 25%, e a Petrogal Brasil, joint-venture entre a portuguesa Galp Energia e a chinesa Sinopec, com 10%. A declaração de comercialidade foi realizada em 29 de dezembro de 2010, quando as então descobertas de Tupi e Iracema foram denominadas respectivamente de campos de Lula e Cernambi. Os volumes recuperáveis, informados pela Petrobras à Agência Nacional do Petróleo eram, respectivamente de 6,5 e 1,8 bilhões de boe de volume recuperável total. No entanto, a ANP considerou que as acumulações de Tupi e Iracema pertencem a um único campo e definiu que ambos fazem parte do Campo de Lula.
As reservas anunciadas representam mais do dobro das reservas de Roncador, que contém  aproximadamente 3 bilhões de barris recuperáveis de petróleo pesado, de menor valor comercial e era, até então, a maior descoberta de petróleo brasileira segundo disse o consultor Caio Carvalhão, do Cambridge Energy Research Association, no Rio de Janeiro.
O óleo encontrado no local tem 28 graus API para a acumulação de Tupi e 30 graus API para Iracema, e é considerado de melhor qualidade comercial do que a média do petróleo encontrado no Brasil, e o mais fácil de refinar. A descoberta fica em rochas localizadas abaixo da chamada camada de sal, em profundidades muito grandes, cuja perfuração é pioneira no mundo. Os volumes recuperáveis estimados de óleo e gás para os reservatórios do pré-sal, se confirmados, elevarão significativamente a quantidade de óleo existente em bacias brasileiras, colocando o Brasil entre os países com grandes reservas de petróleo e gás do mundo", disse a empresa estatal.
A Petrobras realizou, também, uma avaliação regional do potencial petrolífero do pré-sal que se estende nas bacias do sul e sudeste brasileiros. Em seguida ao anúncio da descoberta do campo petrolífero de Tupi, o governo brasileiro retirou de licitação os direitos de exploração de 41 lotes no entorno de Tupi, que seriam leiloados no final de novembro de 2007. "Isso poderia sinalizar um aumento do petro-nacionalismo. Mas também parece ser uma atitude  prudente, uma vez que esses blocos podem passar a valer muito mais, à medida que mais informações forem sendo conhecidas acerca de Tupi", escreveu a prestigiosa revista liberal conservadora The Economist, em seu artigo Afinal Deus pode mesmo ser brasileiro.
A Petrobras anunciou, em 22 de agosto de 2008, que o custo de extração por barril das reservas de petróleo do pré-sal será "extremamente econômico", de acordo com Antonio Carlos Pinto, gerente de concepção de projetos da Petrobras.
Em julho de 2019 o Campo de Lula era o maior campo em produção no Brasil, produzindo respectivamente, 928 mil barris por dia de óleo e 39,5 milhões de metros cúbicos de gás natural, para uma produção total de 1,176 milhões de barris de óleo equivalente.

## Descrição técnica
A província petrolífera anunciada está situada numa nova área exploratória, onde pela primeira vez foi atingida a camada pré-sal. A Petrobras foi a primeira empresa petrolífera do mundo, que perfurou, testou e avaliou as rochas do pré-sal.
A análise dos testes de formação do segundo poço no bloco BM-S-11, localizado na bacia de Santos, permite estimar o volume recuperável de óleo leve de 28º API, em 5 a 8 bilhões de barris de petróleo e gás natural.
Com investimentos de US$ 1 bilhão, nos últimos dois anos, a Petrobras perfurou 15 poços que atingiram as camadas pré-sal, sendo que oito foram deles devidamente testados e avaliados com as técnicas da indústria petrolífera. Estes poços produziram óleo leve de alto valor comercial (28º API) e grande quantidade de gás natural associado.
Para atingir as camadas pré-sal, entre 5000 e 7000 metros de profundidade, a Petrobras desenvolveu novos projetos de perfuração: mais de 2000 metros de sal foram atravessados. O primeiro poço demorou mais de um ano e custou 240 milhões de dólares.
Os dados obtidos por esses poços, integrados a um grande esforço de mapeamento, possibilitaram desta forma, delimitar com elevado grau de segurança que as rochas do pré-sal estendem-se por uma área que vai do Estado do Espírito Santo ao Estado de Santa Catarina, com 800 km de extensão e 200 km de largura, em lâmina d’água entre 2 e 3 mil metros de profundidade.
A Petrobrás já identificou pelo menos dez reservas potenciais para explorar petróleo sob a crosta de sal. No bloco BM-S-11, onde estão os poços gigantes Tupi e Tupi Sul, outros dois reservatórios já foram encontrados, e batizados de Iara e Iracema. A empresa portuguesa Petrogal tem participação de 10% em Tupi. Além de Tupi, Tupi Sul, Iara e Iracema, a Petrobras, e seus parceiros, encontraram petróleo no poço Carioca (BM-S-9). As três últimas descobertas ainda não foram alçadas à categoria de campos petrolíferos, são chamados de prospectos, isto é, áreas onde há boas indicações da existência de reservas.
Cerca de 25% da área de ocorrência das rochas do pré-sal já foram concedidas pela Agência Nacional de Petróleo, Gás Natural e Biocombustíveis a várias empresas petrolíferas sob a forma de blocos exploratórios e concessões de produção
“O Brasil está hoje ocupando o 17º lugar no ranking de países com maiores reservas de petróleo. Com a nova descoberta podemos subir para um lugar entre 8º ou 9º", podemos ir para um patamar onde estão Arábia Saudita e Venezuela”, afirmou o presidente da Petrobras, José Sergio Gabrielli.

## Projeto-piloto
A Petrobras planeja instalar um projeto-piloto para a exploração da área de Tupi entre 2010 e 2011; a exploração comercial está prevista para 2013. Inicialmente, a unidade produzirá 100.000 barris diários de óleo, mas ainda não está definido o verdadeiro potencial comercial da jazida. Analistas estimam que os poços poderiam gerar cinco vezes mais. A diretoria da Petrobras afirmou ser prematura qualquer previsão. "O volume de produção dependerá da análise dos dados da planta-piloto", afirmou Guilherme de Oliveira Estrella, diretor de Exploração e Produção da empresa estatal.
Uma série de questões para que a área de Tupi torne-se comercialmente produtiva terão que ser resolvidas. A primeira é baratear o custo de produção. A reserva foi descoberta numa formação geológica bastante profunda, chamada de pré-sal, por estar coberta por uma camada de cerca de 2.000 metros de sal marinho depositado no leito oceânico.
Considerando a distância da plataforma até a costa, de 250 quilômetros, a Petrobras estuda três alternativas à solução padrão, que seria construir um gasoduto para transportar o gás. Uma delas seria  a construção de cavernas para armazenar o gás na crosta de sal, solução já utilizada na Europa. O gasoduto não está descartado, mas essa solução custaria muito caro devido à distância da costa. A exploração será feita com queima zero de gás, isso é, todo o gás natural de petróleo deverá ser comercialmente aproveitado.

## Desafios tecnológicos
O reservatório petrolífero de Tupi está enterrado sob dois mil metros de água, dois mil metros de rocha, e dois mil metros de crosta salina. Sete mil metros abaixo da superfície do oceano, fervendo a cerca de 200 °C, nas entranhas da plataforma continental brasileira. A maior dificuldade do ponto de vista tecnológico não é a profundidade; a Petrobras é um líder mundial na exploração de petróleo em águas profundas - detendo o recorde mundial de poço em lâmina d'água, de 2.777 metros - e já tem poços comerciais operando a mais de 5.000m de profundidade na Bacia de Santos; mas nunca teve que atravessar uma crosta salina desse tipo. A rocha é dura mas é estável, enquanto a camada de sal não é tão dura mas é menos estável. Imagine algo como uma gelatina, você abre o buraco, e o buraco fecha, explicou o especialista Giuseppe Bacoccoli, do Laboratório de Métodos Computacionais em Engenharia do Coppe
Essa tecnologia pioneira terá que ser desenvolvida, em parceria com Núcleo de Transferência de Tecnologia (NTT) da Coordenação dos Programas de Pós-Graduação de Engenharia - Coppe  da Universidade Federal do Rio de Janeiro, que trabalha juntamente com a Petrobrás desde o tempo em que as profundidades não passavam de 50 metros. Para os engenheiros que estão no projeto desde o início, o desafio é muito bem-vindo. A vocação da Universidade é inovar, buscar soluções. É tudo que a gente queria, afirmou Nelson Ebcken, um dos pioneiros da área.

## Controvérsia sobre o batismo do Campo de Lula
No Brasil, os campos marítimos são denominados a partir de espécies de animais marinhos existentes nas costas brasileiras, como peixes, mamíferos marinhos e moluscos, tradição que começou com a Petrobras desde o primeiro campo marítimo descoberto no Brasil, em 1968, o Campo de Guaricema. Desta forma, quando houve a declaração de comercialidade das descobertas exploratórias denominadas de Tupi e Iracema, elas foram denominadas como campos de Lula e Cernambi. A exemplo do Campo de Lula, a grande maioria dos campos do pré-sal da Bacia de Santos são denominados a partir de moluscos: Atapu, Berbigão, Búzios, Lapa, Sapinhoá, Sépia e Sururu. A única exceção é o Campo de Mero, um peixe.
Existem outros campos no Brasil com nomes de moluscos, todos no pós-sal da Bacia de Campos: Polvo (pertencente à PetroRio), Ostra, Abalone, e Argonauta, no chamado Parque das Conchas da Royal Dutch Shell (sendo shell concha em inglês). No entanto, a denominação Campo de Lula foi considerada controversa, devido à associação com o político Luiz Inácio Lula da Silva. A lei brasileira não permite que nomes de locais públicos sejam escolhidos em homenagem a pessoas ainda vivas. Sobre a alteração do nome, o então presidente Lula chegou a comentar, em tom de humor, que se sentia orgulhoso, mas que o nome do campo era mesmo de um molusco.